# Зег
Зег (нем. Seeg) — община в Германии, в земле Бавария.
Подчиняется административному округу Швабия. Входит в состав района Восточный Алльгой. Население составляет 2804 человека (на 31 декабря 2010 года). Занимает площадь 50,06 км².